# María de los Ángeles López Alfaro
María de los Ángeles López Alfaro (Macuelizo, Santa Bárbara, 1945) es una poetisa hondureña.

## Formación
Realizó estudios de magisterio en Santa Rosa de Copán, posteriormente se diplomó en Español, Matemáticas y Ciencias Naturales.

## Trayectoria
Es maestra de educación primaria. Es miembro fundadora del grupo literario “Óscar Acosta". Su poesía está vinculada al movimiento interiorista que impulsa el Ateneo Insular de República Dominicana, fundado por Bruno Rosario Candelier. Ha publicado dos poemarios.

## Publicaciones
Poesía
- Primicias literarias (2000).
- Horizontes que me toca (2000). Centro Editorial, San Pedro Sula, Honduras.
- Voz en el agua (2002). Centro Editorial, San Pedro Sula, Honduras